# Beatrice (Nebraska)
Beatrice je grad u američkoj saveznoj državi Nebraska. Prema popisu stanovništva iz 2010. u njemu je živjelo 12,459 stanovnika.